# Marino de Poseidón
Las Marinas de Poseidón (海闘士（マリーナ） Marīna?) son personajes del manga y anime Saint Seiya, conocido como Los Caballeros del Zodiaco. 

## Descripción
Son los protectores del dios de los mares Poseidón. Fueron convocados por Julián Solo, cuando éste tomó conocimiento de que era la reencarnación de Poseidón. Según Poseidón, son más fuertes que los caballeros de oro. En realidad, Kanon de Géminis manipuló a Poseidón para iniciar la guerra contra Atenea.

## Los Siete Generales Marinos
Son las Marinas más poderosas, encargados de la protección de los siete pilares del Templo submarino de Poseidón. Sus armaduras son llamadas Escamas y tienen un brillo y un color muy similares a las armadura de los Santos de Oro.
- Bian de Hipocampo (海馬（シーホース）のバイアン Shīhōsu no Baian?) es uno de los siete generales marinos que sirven al dios Poseidón, es el encargado de custodiar el Pilar del Pacífico Norte. Es también el primer general marino al que se enfrentan los caballeros de bronce. Seiya llega al Pilar del Pacífico Norte y usa su Cometa Pegaso contra el Pilar, pero es detenido por Baian, quien le dice a Seiya que para destruir el pilar, tendrá que derrotarlo primero a él. Seiya acepta el reto y ataca a Baian con sus Meteoros de Pegaso, pero sus golpes se detienen por el cosmos de Baian formando ondas como si fueran guijarros al rebotar sobre agua. Baian le dice que mostrará la enorme diferencia de poder que hay entre ellos y lo ataca con su técnica Aliento de Dios y hace que se golpee contra unas columnas. Seiya se sorprende que lo ha golpeado fuertemente con tan solo un soplo de su aliento, pero no se rinde y vuelve a atacar a Baian, quien detiene su técnica una vez más y responde con su Aliento de Dios, pero aun así no ha lastimado a Seiya gravemente. Sin embargo, en poco tiempo Seiya podría descifrar como romper la barrera a base de onda que Baian creaba, ya que en el pasado se había enfrentado a un caballero de plata con la misma técnica, Misty de Lacerta. Seiya ataca y esta vez puede asestar un golpe, y así continuamente. Baian se sorprende pues su defensa había sido superada. Seiya le dice a Baian que su poder es inferior a lo que él cree y que es más débil que cualquier caballero dorado que conozca (lo que es un error de traducción ya que lo que en realidad dice Seiya es que su armadura es más inferior a la de los caballeros dorados). Baian se enoja y decide usar su máxima técnica, los vientos huracanados. Esta técnica golpea a Seiya muy fuertemente y lo envía hasta la superficie. Seiya regresa pues no puede rendirse, nuevamente Baian aplica la técnica de vientos huracanados pero esta vez Seiya eleva su cosmos al máximo hasta el punto que su armadura se vuelve dorada, entonces ataca a Baian y logra derrotarlo. Nació un 7 de mayo en Canadá y tiene 18 años, mide 181 cm, pesa 78 kg y su sangre es tipo A. Sus técnicas son God Breath (ゴッドブレスGoddo Buresu Soplo divino?), Rising Billows (ライジングビロウズ Raijingu Birou?, Olas ascendentes), además tiene la habilidad de crear una barrera defensiva gracias a la corriente de aire generada por el rápido movimiento de sus manos. Su seiyū es Shō Hayami, doblado en España por Antonio Cancelas y en México por Javier Rivero.

- Eo de Escila (スキュラのイオ Sukyura no Io?) es uno de los siete generales marinos de Poseidón, es el encargado de proteger el pilar del Pacífico Sur. El posee la escama de Escila y con ella el poder de las seis bestias que lo forman. Es el general marino con más técnica de combate de todos, sin embargo estas de poco le servirían en contra de su contrincante Shun, quien podría ponerlo tras los hilos gracias a su siempre útil cadena de Andrómeda, debido a que tuvo el garrafal error de mostrar sus técnicas a Shun sin herirlo de gravedad. Al principio del combate Scylla dominó haciendo uso de sus bestias, cada una de ellas causando gran dolor a Shun. Una vez que usó todas las bestias volvió a intentar usarlas, esta vez Shun no se mostró tan pasivo, usando su cadena para derrotar a cada una de las 6 bestias de Scylla, por cada bestia derrotada la parte de la armadura de Scylla quedaba destrozada. Eo se alarmó pues todas sus bestias, incluyendo la más poderosa del oso fueron derrotadas. Shun creyó haber ganado el combate pero Eo le mostraría que no era así, pues tenía una técnica aún más poderosa que las bestias. Scylla atacó a Shun con su técnica más poderosa, el Gran tornado (una de las técnicas más destructivas de entre los generales de marina). Shun es atacado 2 veces esta técnica, a la tercera se mantiene en pie y eleva su cosmos al máximo y ataca a Scylla con su cadena, la cual se vuelve de oro con el resto de la armadura de Andrómeda. Scylla queda atrapado y a merced de Shun, moriría cuando Shun intentará romper el pilar, donde Scylla intentó detenerlo con su cuerpo inútilmente. Nació un 2 de marzo en Chile (Isla San Félix) y tiene 17 años, mide 1,80 cm, pesa 71 kg y su tipo de sangre es A. Sus técnicas son Queen Bee’s Stinger (クインビーズスティンガー Kuin īzu Sutingā?, Aguijón de la abeja reina), Eagle Clutch (イーグルクラッチ Īguru Kuracchi?, Agarre de águila), Serpent Strangler (サーパントストラングラー Sāpanto Sutorangurā?, Constricción de serpiente), Wolf’s Fang (ウルフズファング Urufuzu Fangu?, Colmillo del lobo), Vampire Inhale (バンパイアインヘイル Banpaia Inheiru?, Inhalación del vampiro), Grizzly Slap (グリズリースラップ Gurizurī Surappu?, Zarpazo de grizzly), Big Tornado (ビッグトルネード Biggu Torunēdo?, Gran tornado). Su seiyū es Issei Futamata, doblado en España por Héctor Colomé y en México por Gerardo Reyero.

- Krishna de Crisaor (クリュサオルのクリシュナ Kuryusaoru no Kurishuna?) su nombre hace referencia a las ninfas griegas protectoras de los lagos laguna y estanques (lies uno de los Siete Generales Marinos de Poseidón, es el encargado de proteger el pilar del Océano Índico, también es poseedor de la legendaria Lanza dorada de Crysaor, que según la mitología era un regalo de su padre el dios Poseidón, y de la que se decía que era indestructible y que podía atravesarlo todo. Krishna se enfrenta a Shiryu, en una batalla para evitar que el caballero de bronce destruya el pilar que protegía. En un principio Krishna dominó la pelea y subestimaba mucho a Shiryu por ser un simple caballero de bronce. Sin embargo, Shiryu no se rendiría logrando por medio de Excalibur que le dio Shura, destruir la lanza dorada de Krishna. Entonces Krishna se sorprendió mucho al ver que Shiryu había roto no solo la lanza que él creía era indestructible, sino también sus escamas. Lejos de rendirse Krishna usó su técnica Maha Roshini, que consistía en crear una barrera mental la cual regresaba al usuario todos sus ataques, esta ocasión Krishna puso a Shiryu en un serio aprieto pues no podía atacar a Krishna. Krishna le explica que la única forma de vencerlo sería si Shiryu golpeaba todos sus chakras, sin embargo, Shiryu no tenía idea de cómo golpear esos chakras y estaba perdiendo las esperanzas. Sería Athena quien le mostró cuales eran los Chakras, entonces Shiryu realizando un último esfuerzo utilizó Excalibur y pudo derrotar a Krishna. Nació un 10 de agosto en la isla de Ceilán (Sri Lanka), mide 1,87 cm, pesa 80 kg y su sangre es tipo B. Porta la Golden Lance (黄金の槍（ゴールデンランス） Gōruden Ransu?, Lanza dorada) y sus técnicas son Flashing Lancer (フラッシングランサー Furasshingu Ransā?, Lancero deslumbrante), Maha Roshini (マハローシニー Maha Rōshinī?, Gran Resplandor). Su seiyū es Masaharu Sato, doblado en España por Ángel Amorós y en México por Rafael Rivera.

- Kasa de Lymnades (リュムナデスのカーサRyumunadesu no Kāsa?) es uno de los siete generales marinos del Reino de Poseidón, es el encargado de custodiar el Pilar del Océano Antártico, la característica particular de este General es su capacidad es tomar la forma de los seres queridos de sus rivales, para engañarlos y eliminarlos cuando estén indefensos, además es el guardián más feo (fuera de la realidad deberia ser el más bello ya que su nombre hace uso del de las ninfas de los lagos  de la mitología griega). Lo que llama la atención de la técnica de este general es que es capaz de imitar los ataques de quien se transforma, algo que hay que decir es que no puede realizar la técnica, pero hace pensar a su víctima que si puede, pues su Metamorfosis afecta los sentimientos del enemigo haciéndole creer todo lo que ve. La participación de Kaysa comenzó con la llegada de Hyoga al santuario marino, entonces el general del antártico engaño a Hyoga con su habilidad de Metamorfosis, haciéndole pensar que era Camus de Acuario, su difunto maestro, Hyoga no lo cree al principio pero al ver que Camus hacía la ejecución de Aurora cambió de opinión, Hyoga se fía de la imagen que ve y así termina siendo derrotado de un solo golpe de Kaysa.Posteriormente sería Seiya su próxima víctima, cuando Kaysa se transforma en Marin, haciéndole pensar a Seiya que era su hermana perdida Seika. El caballero de Pegaso se fía al igual que lo había hecho el cisne, así pues Kaysa termina de él con un solo golpe y sin ningún tipo de contratiempos. El próximo sería Shun, quien descifraría la identidad de Kaysa, comprendiendo la razón de la derrota de sus amigos, Shun se enoja de sobremanera amenazando con eliminar a Kaysa, sin embargo, Kaysa se transforma en Ikki, y a pesar de que Shun sabía perfectamente que no era su hermano, ingenuamente cae a la trampa y no puede atacar a su hermano, lo cual le provoca ser derrotado por la salamandra satánica de Kaysa. Cuando Kaysa pensaba que los había derrotado a todos aparece Ikki, quien fácilmente domina la pelea y pone a Kaysa tras las cuerdas, en un intento desesperado Kaysa se transforma en Shun, sin embargo, Ikki no sería tan débil sentimentalmente como lo era su hermano, así que no cae en la trampa del General Marino y logra eliminarlo, no sin antes haberle hecho saber cual era su verdadero punto débil: Esmeralda, su amor. Nació un 19 de agosto en Portugal y tiene 21 años, mide 1,68 cm, pesa 59 kgy su sangre es tipo O. Su técnica es Salamander Shock (サラマンダーショック Saramandā Shokku?, Sacudida de la Salamandra) y tiene la habilidad de examinar la mente de sus contrincantes para encontrar su punto débil y transformarse en este. Su seiyū es Keaton Yamada, doblado en España por José Ruiz Lifante y en México por Carlos del Campo.

- Isaac de Kraken (クラーケンのアイザック Kurāken no Aizakku?) es el guardián del pilar del Océano Ártico, él era discípulo de Crystal (Camus en el manga) y por lo tanto condiscípulo de Hyoga. Cuando estaban en Siberia, Isaac le contaba a Hyoga sobre el monstruo Kraken, una criatura que hundía los barcos de todas las personas que no eran inocentes, Isaac deseaba poseer un poder como el de aquel monstruo, los deseos de Isaac eran de convertirse en caballero para hacer justicia en la Tierra, pero al enterarse de que la razón que tenía Hyoga para ser caballero del cisne era la de romper el hielo que aprisionaba la tumba de su madre, se enfadó. Cuando Hyoga logró hacer eso, se lanzó al mar buscando el barco de su madre pero la corriente de agua se lo llevó. Isaac se lanzó en ayuda de Hyoga, usando todo su poder logró salvarlo, pero fue llevado por la misma corriente de agua, en el agua Isaac se lastima un ojo y cree ver al monstruo Kraken, quien al parecer lo había salvado de morir, y también lo había llevado hasta Atlantis, donde se convirtió en el general Marino de Kraken. Isaac enfrentó a Hyoga, su antiguo camarada y amigo de entrenamiento librando así una dura batalla entre estos 2 caballeros de los hielos, ambos dando a lucir su máximo poder desde un comienzo. La pelea sería dura para Hyoga quien no podría enfrentar plenamente a un antiguo amigo, aunque Isaac lo forzó a usar todo su poder en la pelea, así pues Hyoga no tuvo más remedio y derrotó a Isaac, quien murió tranquilamente, pero sin antes decirle quien era el que realmente comenzó la batalla de Poseidón, aunque no se sabía por qué era el único poseedor de este conocimiento, hasta el manga llamado Destiny, donde en la primera reunión de generales convocada por Julián Solo, Isaac reconoce el cosmo de Kanon como el de un caballero de Atena ya que Isaac entreno para ser uno y lo encara para que le diga quien es en verdad él. Nació un 17 de febrero en Finlandia, tiene 14 años, mide 1,74 cm, pesa 60 kg y su sangre es tipo B. Su técnica es Aurora Borealis (オーロラボレアリス Ōrora Borearisu?, Aurora boreal). Sus seiyūs son Ryusei Nakao y Noriko Uemura (niño).[1] Fue doblado en España por Antonio Cancelas y en México por Salvador Delgado y Ruth Toscano como niño.

- Sorrento de Sirena (海魔女（セイレーン）のソレント Seirēn no Sorento?) es el guardián del pilar del océano Atlántico sur. La armadura de Sorrento representa a la sirena clásica con torso de mujer y cuerpo de ave. Ante el fracaso de Tetis, en el secuestro de Saori, se dirigió directamente al hospital donde estaban en recuperación los Santos de bronce. Aldebarán de Tauro quien había acudido a oriente para proteger a Atenea, se enfrentó a él, pero fue derrotado por la música de Sorrento, a pesar de reventarse los tímpanos. Sin embargo Atenea lo obligó a llevarla al Templo de Poseidón. En la batalla contra los santos de bronce, se enfrentó a Shun de Andrómeda con su música de flauta. Shun imposibilitado de defenderse con sus cadenas, usó su tormenta nebular y derrota a Sorrento. Sin embargo, Sorrento no murió y al enterarse de que no era la voluntad de Poseidón la que había iniciado la batalla, sino la conspiración de Kanon, optó por dejar el camino libre a los Santos de bronce. Después de finalizada la batalla acompañaría a Julián Solo en su viaje para dar ayuda y consuelo a las familias afectadas por las inundaciones. A pesar de no recordar lo sucedido, Julián siente la necesidad de ayudar y Sorrento se une a esta causa. En el anime Sorrento aparece primero en Asgard para anunciar a Poseidon. Sigfried se enfrenta a él e intenta vencerlo, pero Sorrento lo derrota con una ilusión y las tonadas de su flauta y consigue escapar. Nació un 11 de septiembre en Austria y tiene 16 años, mide 1,78 cm, pesa 75 kg y su sangre es tipo A. Sus técnicas son  Dead End Symphony (デッド・エンド・シンフォニー Deddo Endo Shinfonī?, Sinfonía de la muerte final), Dead End Climax (デッド・エンド・クライマックス Deddo Endo Kuraimakkusu?, Clímax de la muerte final), además puede crear diversos trucos con ilusiones por medio de la música de su flauta mágica y una barrera defensiva generada con un movimiento circular de su flauta. Su seiyū son Yoku Shioya en la serie clásica y en la saga de Hades, fue doblado en España por José Santos y Juan José Guerenabarrena, y en México por Adrián Fogarty en Asgard, Jorge Roig Jr. en dos episodios y en la saga de Hades DVD, Fernando Manzano en los episodios finales y Víctor Ugarte en la saga de Hades TV.

- Kanon de Dragón Marino (海龍のカノン Shī Doragon no Kanon?) es el guardián del pilar del océano Atlántico norte. El general marino de Dragón de los mares, es en realidad Kanon, hermano gemelo de Saga de Géminis, el cual lo encerró en la prisión de Cabo Sounion. Fue el responsable del despertar de Poseidón y de la guerra contra Atenea. Cuando Ikki, le hizo ver que Atenea había salvado su vida durante su permanencia en la prisión de Cabo Sounion, Kanon reconoció su error y finalmente pidió el perdón de la diosa, para más tarde tomar el lugar de su hermano como Santo Dorado de Géminis en la guerra Santa contra Hades.

- Shuya de Dragón del Mar (海龍の修也 shī doragon no Shūya?) es el Alma del antiguo General de Dragón Marino que aparece tratando de evitar que Kanon de Sea Dragon despertase el alma de Poseidón, pero este es eliminado por Kanon en el videojuego Saint Seiya Online.

### Generales Marinos delsigloXVIII
- Unity de Dragón del Mar (海龍のユニティ shī doragon no yuniti?) es el líder de Bluegard y los Blue Warriors, así como viejo amigo de Dégel de Acuario. Acompaña a este y a Kardia de Escorpio hacia el lugar donde se encuentra sellado el alma de Poseidón en Atlántida. Al remover el sello, el alma del Dios de los Mares lleva a los tres hacia el templo submarino. En su camino al templo, él es atacado a traición por Rhadamanthys de Wyvern. Sin embargo y para sorpresa de Dégel, luego que Kardia se enfrenta al Juez y Dégel entra donde se alberga el alma de Poseidón, encuentra a Unity aún con vida gracias a que este manejaba la técnica de coral muy parecida a la de Tetis, y ésta logró sellar la herida de Unity, y con la scale de Dragón del Mar. Es ahí que Unity le pide que libere a Poseidón de su encierro a cambio de confiarle el legado de su Dios, para que le permita ocupar el cuerpo de su hermana Seraphine. Luego de un enfrentamiento casi titánico y de confesarle que asesino a su padre ya que no estaba de acuerdo con sus palabras de mantener encerrado a Poseidón, Dégel encierra y destruye el templo de Poseidón destruyéndose en el acto y es Kardia quien salva a un Unity arrepentido dejándolo en la entrada a Bluegraad. Finalmente Unity se arrepiente ante Athena Sasha y promete proteger su tierra y mantener vivo el legado que los dos caballeros de oro le confiaron con sus vidas.

### Generales Marinos del Era Mitológica
- General Marino de Kraken (クラーケン Kurāken?) fue el guardián del pilar del Océano Ártico, Es un personaje del cómic spin-off Saint Seiya: Time Odyssey. Como uno de los Generales Marinas, porta la Scale de Kraken y se destaca como uno de los principales guerreros del ejército de Poseidon. Debido al deseo de Poseidon de conquistar la Tierra, luchó junto con el resto de su ejército en una guerra contra Athena y sus tropas para obtener el control del mundo. En la era mitológica, Poseidon, ansioso por conquistar la Tierra, libraba una intensa batalla contra Athena. Poseidon había ganado la primera batalla gracias a sus 7 Generals Marinas, quienes habían diezmado a todos los guerreros adultos al servicio de Atenea. Para formar un nuevo ejército, Athena no tenía otra opción que recurrir a los jóvenes valientes. Consciente de la crueldad de esta decisión, se comprometió a equilibrar las probabilidades contra los Marinas y solicitó a los alquimistas de Mu que forjaran ochenta y ocho armaduras. Cuando Poseidon descubrió que Athena planeaba equipar a sus guerreros con poderosas armaduras, ordenó lanzar el ataque final, delegando la misión al General Marina de Kraken. Este partió rumbo a Atlantis y, obedeciendo las órdenes de su señor, convocó al Kraken, uno de los monstruos marinos al servicio de Poseidon, para iniciar el ataque. Entonces, el monstruo marino desató un diluvio acompañado de una violenta tormenta marina. Athena, en un intento por ganar tiempo y permitir que las armaduras fueran forjadas, se esforzó por contener la tormenta; no obstante, debilitada por sus combates previos, pronto se vio superada. Fue entonces cuando una de sus doncellas, Phébée, inspirada por la leyenda de Andrómeda, se ató a una roca con las mismas cadenas de esa historia y ocupó el lugar de su diosa para recibir sobre sí misma la tormenta marina. Durante tres días, Phébée soportó con valentía la implacable furia de la tormenta marina, resistiendo a pesar de las graves heridas que sufrió. Al observar el delicado estado de la joven, el confiado General Kraken decidió emerger a la superficie y se acercó a la roca donde ella estaba atada, dispuesto a darle el golpe final. Sin embargo, las cadenas que la mantenían sujetada, teñidas de rojo por la sangre derramada, cobraron vida y comenzaron a moverse por sí mismas. Al ver al General frente a ella, Phébée ordenó a las cadenas que lo atacaran. Estas lo golpearon con tal fuerza que su cuerpo fue lanzado por los aires, destrozando su Scale y matándolo al instante, sin que pudiera hacer nada para defenderse.

## Otras Marinas
- Thetis de Sirena (人魚姫（マーメイド）のテティス Māmeido no Tetisu?). La armadura de Thetis corresponde a la sirena con parte superior de mujer e inferior de pez. Le reveló a Julián Solo que se trataba de la reencarnación de Poseidón y lo condujo al fondo del mar. A pesar de las indicaciones de Kanon, Thetis siempre se mostró preocupada por Atenea. Pensando que los cinco santos de bronce habían muerto en la batalla de las doce casas, condujo el primer intento de secuestro de Saori en la mansión Kido. Sin embargo, la aparición de un casi inconsciente Seiya entorpeció sus planes y huyó del lugar. Durante la batalla con los Santos de bronce, se enfrentó a Shaina, quien llegó con la armadura dorada de Libra, dándosela a Kiki para que se la llevara a Seiya y los demás. Finalmente fue derrotada por Shaina quien se dirigió directamente al Templo de Poseidón. Una vez que el espíritu de Poseidón abandonó el cuerpo de Julián, se encargó de llevarlo a la superficie, y aunque logró su objetivo, perdió la vida. En el anime era una sirena de verdad y en el manga un pez que Julián salvó la vida cuando era un niño, el poder de Poseidón la convirtió en una mujer pero al ser encerrado Poseidón de nuevo regresa a ser un pez. Nació un 12 de noviembre en Dinamarca y tiene 15 años, mide 1,65 cm, pesa 52 kg y su sangre es tipo O. Su técnica es Deathtrap Coral (デストラップコーラル Desutorappu Kōraru?, Trampa mortal de coral). Su seiyū es Hiromi Tsuru, doblada en España por Delia Luna y en México por Maru Guerrero y Rebeca Rambal.

- Asceta de Pez Espada (カジキの修行者 Kajiki no shugyōja?). En el videojuego Saint Seiya Online aparece como una Marinas del Ejercito de Poseidon en el mundo Marino que sirve como un oponente contra los jugadores.

## Soldados de Poseidón
Son soldados del mundo marino sirvientes de Poseidón el dios de los mares. Se les ve atacando a los caballeros de bronce en los primeros episodios de la saga de Poseidón.